# Resolutie 68 Veiligheidsraad Verenigde Naties
Resolutie 68 van de Veiligheidsraad van de Verenigde Naties werd in februari 1948 goedgekeurd met negen stemmen tegen geen. Oekraïne en de Sovjet-Unie onthielden zich.

## Achtergrond
In 1947 richtte de VN-Veiligheidsraad de Commissie voor Conventionele Bewapening op, volgend op een resolutie van de Algemene Vergadering over wapencontrole en ontwapening.

## Inhoud
De Veiligheidsraad:
- Beslist resolutie 192 van de Algemene Vergadering van 19 november 1948, zoals vervat in document S/1216, door te sturen naar de Commissie voor Conventionele Bewapening om actie te ondernemen.

## Verwante resoluties
- Resolutie 18 Veiligheidsraad Verenigde Naties die de Commissie oprichtte.
- Resolutie 77 Veiligheidsraad Verenigde Naties stuurde het tweede rapport van de commissie door naar de Algemene Vergadering.
- Resolutie 78 Veiligheidsraad Verenigde Naties stuurde de voorstellen van de commissie door naar de Algemene Vergadering.
- Resolutie 79 Veiligheidsraad Verenigde Naties stuurde resolutie 300 van de Algemene Vergadering door naar de Commissie.
- Resolutie 300 Algemene Vergadering Verenigde Naties over wapencontrole en ontwapening.

Lijst ·  67 ·  68 ·  69 ·  70 ·  71 ·  72 ·  73 ·  74 ·  75 ·  76 ·  77 ·  78